# Coll d'Aravis

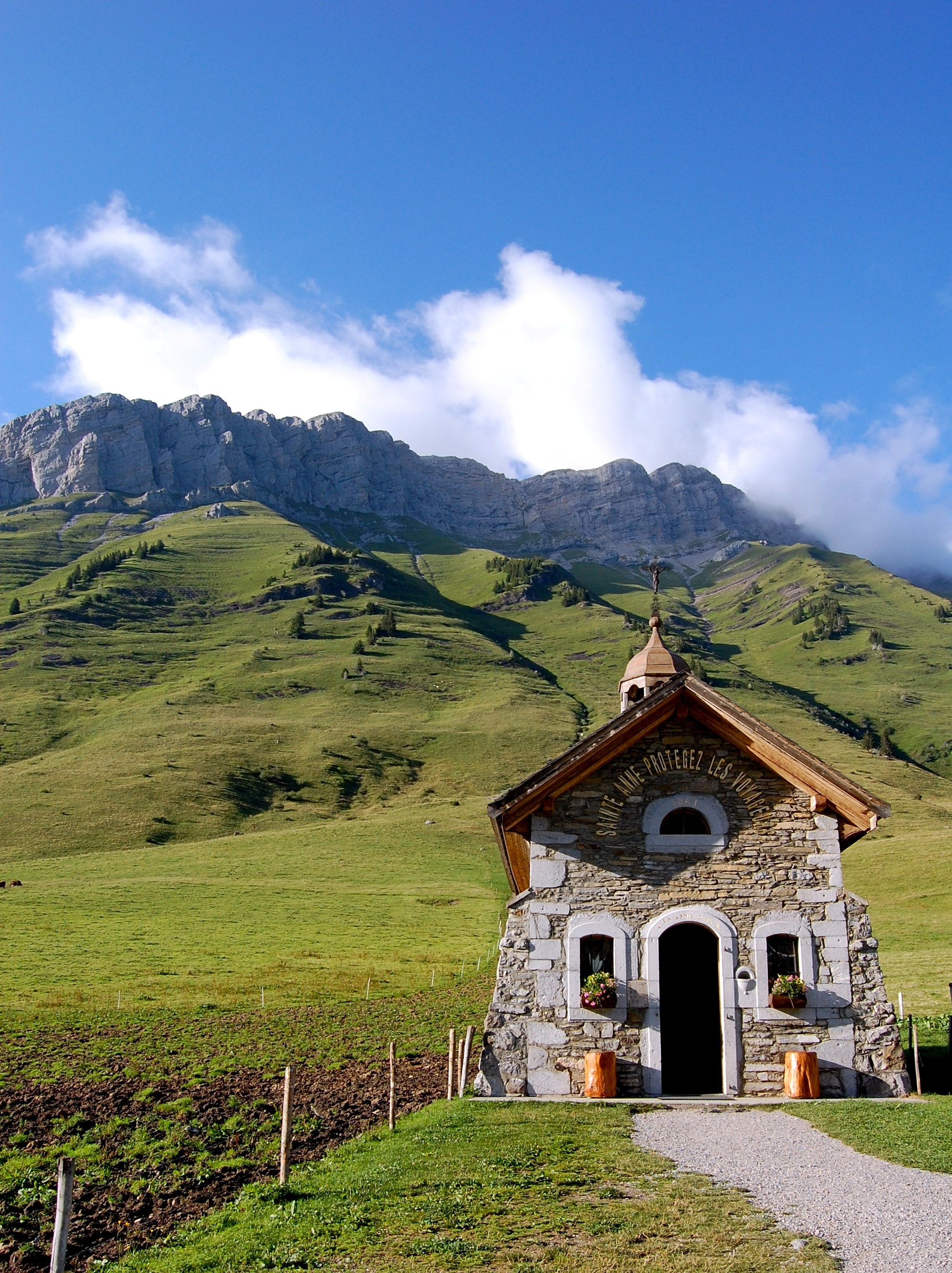
Coll d'Aravis

El coll d'Aravis (en francès col des Aravis) és un port de muntanya que uneix la comuna de La Clusaz, a l'Alta Savoia, de La Giettaz, a la Savoia. Pel coll hi passa la carretera D 909, que constitueix el punt de pas més baix que travessa la serralada d'Aravis, a 1.486 m d'altitud. Tot i tenir una alçada modesta, els seus forts desnivells fan que sigui molt conegut entre els ciclistes.

## Ciclisme

### Detalls de l'ascensió
L'ascensió al coll d'Aravis es pot fer per dos vessants. Des de Thônes l'ascensió té 18,9 km de llargada al 4,6% de mitjana, amb rampes que arriben al 8%. Des de Flumet l'ascensió té 11,5 quilòmetres al 5% de mitjana i rampes de fins a l'11%.

### Al Tour de França
El coll d'Aravis ha estat superat en 39 ocasions pel Tour de France, sent la primera d'elles el 1911. En les darreres ocasions en què ha estat superat ha estat classificat com a port de segona categoria. Els diferents ciclistes que han passat en primera posició pel coll han estat:
| - 1911: Émile Georget (FRA) i Paul Duboc (FRA) - 1912: Eugène Christophe (FRA) - 1913: Marcel Buysse (BEL) - 1914: Philippe Thys (BEL) - 1919: Honoré Barthélémy (FRA) - 1920: Firmin Lambot (BEL) - 1921: Léon Scieur (BEL) - 1922: Émile Masson (BEL) - 1923: Henri Pélissier (FRA) - 1924: Giovanni Brunero (ITA) - 1925: Ottavio Bottecchia (ITA) - 1926: Omer Huyse (BEL) - 1927: Charles Martinet (SUI) - 1928: Julien Moineau (FRA) - 1929: Nicolas Frantz (LUX) - 1930: Marcel Mazeyrat (FRA) - 1931: Antonin Magne (FRA) - 1932: Joseph Demuysere (BEL) - 1933: Alfons Schepers (BEL) - 1934: Félicien Vervaecke (BEL) - 1935: René Vietto (FRA) | - 1936: Federico Ezquerra (ESP) - 1937: Gino Bartali (ITA) - 1948: Gino Bartali (ITA) - 1955: Charly Gaul (LUX) - 1960: Fernando Manzaneque (ESP) - 1968: Barry Hoban (GBR) - 1975: Lucien Van Impe (BEL) - 1980: Ludo Loos (BEL) - 1982: Marino Lejarreta (ESP) - 1983: Jacques Michaud (FRA) - 1984: Robert Millar (GBR) - 1987: Eduardo Chozas (ESP) - 1990: Thierry Claveyrolat (FRA) - 1991: Thierry Claveyrolat (FRA) - 2000: Marco Pantani (ITA) - 2002: Mario Aerts (BEL) - 2006: Patrice Halgand (FRA) - 2010: Jérôme Pineau (FRA) - 2016: Thomas De Gendt (BEL) - 2020: Richard Carapaz (ECU) |